# 不老倉鉱山
不老倉鉱山（ふろうくらこうざん）とは、秋田県鹿角郡十和田町（現：鹿角市）にあった鉱山である。

## 概要
不老倉鉱山は、鹿角市大湯から安久谷川沿いに東に進み、折戸を経由し、犬吠森の南側の道を約10km移動した、岩手県や青森県との県境地帯にある。この間、周囲の山地は急峻で鉱山は、不老倉峠や来満峠の西麓にある。
明治40年（1907年）頃には、鉱山労働者だけで3千人もの人がいて、多くの人々がこの渓流沿いに住んでいた。明治末から大正初期にかけて繁栄し、本山・地森町・寺町・来満町・稲荷町を中心に鉱山町不老倉が形成されていた。湯屋、呉服屋、質屋、床屋、旅館、自転車屋、酒屋、薬屋、料理屋、雑貨店などが軒を連ね、多くの人で賑わっていた。
不老倉分校は明治18年（1885年）4月に創立された。明治32年（1899年）4月に尋常小学校になる。大正6年（1917年）の児童数は600名ほどであった。しかし、昭和24年（1949年）5月に廃校になった。
不老倉鉱山の文献や資料は豊富で、藩政時代については『鹿角市史・第2巻上』に詳細に記載されている。また、明治期のことについては『秋田県庁史料』がある。明治時代の鉱産量については『明治鉱業史・鉱山編』と古川鉱業株式会社の『創業100年史』が正確である。盛況時の鉱山集落の状況には『不老倉鉱山誌』(平成12年・2000年)があり、これは、数多くの写真を掲載した書籍である。

## 歴史
- 天和年間(1681-1683年)に発見された。当時は狼倉（おいぬくら）鉱山と呼ばれていた。
- 1794年以降は御留山となっている。
- 明治20年（1887年）：古河市兵衛の経営になった。
- 明治37年（1904年）：南に隣接する細地鉱山を三菱合資会社から譲り受け、併せて稼業された。
- 明治38年（1905年）：銅山として日本の重要な鉱山に指定される。
- 明治40年（1907年）頃：最盛期を迎えた。鉱石は牛や馬の背によって運搬していたが、小坂鉱山との間にケーブルが通じ、１日80トンもの鉱石を送った。また、細地鉱山との間に大通洞が完成し、坑内電車で結ばれた。
- 昭和17年（1942年）10月：鉱業関係者の多くの期待のもと、帝国鉱業開発によって鉱山は再開されるが、発展するまでには至らなかった。
- 昭和29年（1954年）：古河鉱業のもと鉱山は再開され出鉱をみる。
- 昭和39年（1964年）：休山となった。
- 昭和48年（1975年）：鉱山公害対策防止工事が実施され、現在は堰堤が残るのみになっている。